# Schweizer Stuben
Die Schweizer Stuben waren ein Hotel in Wertheim-Bettingen, dessen gleichnamiges Restaurant jahrelang zu den besten Deutschlands gehörte. Von 1974 bis 2002 wurde es mit ein bis zwei Sternen im Guide Michelin ausgezeichnet.
Viele später von Michelin ausgezeichnete Küchenchefs haben in den Schweizer Stuben gekocht.

## Geschichte
Der Industrielle Adalbert Schmitt (1932–2005) gründete 1971 das Hotel mit den Restaurants Schweizer Stuben und Landgasthof Schober. Der Name sollte Programm sein: Ab dem 1. Mai 1971 wurde eine typisch eidgenössische Küche geboten.
Schmitt engagierte 1972 den in St. Moritz tätigen Badener Jörg Müller als Chef des neuen Küchenstils, die moderne französische Grande Cuisine. Ein Jahr später holte dieser seinen jüngeren Bruder Dieter Müller aus Bern an seine Seite. 1974 erhielten die Schweizer Stuben im Guide Michelin erstmals einen Stern, 1977 den zweiten. Gault-Millau und Feinschmecker verliehen dem Restaurant ebenfalls Höchstnoten. Als 1979 Klaus Besser, ein wichtiger deutscher Restaurantkritiker, seine erste Hitliste der besten deutschen Restaurants veröffentlichte, setzte er die Schweizer Stuben auf Platz eins.
1988 wurde das dritte Restaurant Taverna „La Vigna“ eröffnet. Im selben Jahr schafften es die Schweizer Stuben im Hornstein-Ranking, das alljährlich eine Quersumme aus den Bewertungen der wichtigen Reiseführer zieht, zum „besten Landhotel“ gewählt zu werden.
2002 mussten die Schweizer Stuben Insolvenz anmelden. Weitere Versuche der Wiederbelebung bis 2006 scheiterten. 2020 kaufte die Stadt das Areal, um es zu einem Baugebiet umzuwandeln. Mitte 2025 waren die Gebäude abgerissen.

## Köche der Schweizer Stuben

### Küchenchefs in den Schweizer Stuben
- Jörg Müller (1972–1982) – zwei Michelinsterne für das Restaurant Nösse in Morsum
- Dieter Müller (1973–1990) – ab 1992 im Schloss Lerbach in Bergisch Gladbach; wurde vom Gault Millau als „einer der großen Köche des Planeten“ gepriesen[1] – bis 2008 Gourmet-Restaurant Dieter Müller (1997 bis 2008 drei Sterne)
- Fritz Schilling (1990–1998) – „entwickelte die Küche der Provence zur deutschen Höchstform, betörend in Duft und Geschmack, bunt wie die Natur“ – wechselte 1998 nach München[1] – seit 2015 im Ruhestand
- Tillmann Hahn (1999–2002) – kehrte nach vier Jahren als stellvertretender Küchendirektor im Hongkonger Hotel Mandarin Oriental in seine Lehrstätte heim; öffnete sich „dem Zeitgeist (...) folgend, einer neuen Welt: der asiatisch-pazifischen Küche“[1] – seit 2014 Tillmann Hahns Gasthaus

### Köche, deren Restaurant später zwei Michelinsterne erhielt
- Bobby Bräuer – EssZimmer, München[1]
- Stefan Gschwendtner, Speisemeisterei, Stuttgart
- Alexander Herrmann – Alexander Herrmann by Tobias Bätz, Wirsberg
- Johann Lafer – Le Val d’Or, Stromberg[1]
- Yves Ollech – Essigbrätlein, Nürnberg
- Götz Rothacker – Airport Club, Frankfurt
- Douce Steiner – Hirschen, Sulzburg
- Hans Stefan Steinheuer (Souschef 1981–1983) – Steinheuers Zur Alten Post[1]
- Stefan Stiller –  Taian Table, Shanghai

### Köche, deren Restaurant später einen Michelinstern erhielt
- Michael Baader – Bel Etage, Basel[7]
- Josef Bauer – Adler, Rosenberg
- René Bobzin – Forellenstube, Ilsenburg
- Bernhard Diers – Zirbelstube, Stuttgart[1]
- Benedikt Faust – Hotel zum Stern, Bad Hersfeld
- Ali Güngörmüş – Le Canard Nouveau, Hamburg
- Ingo Holland – Altes Rentamt, Klingenberg
- Achim Krutsch – Abt und Schäferstube, Amorbach
- Alexander Kunz – Kunz, Sankt Wendel
- Stefan Marquard – Drei Stuben, Meersburg[1]
- Frank Oehler – Speisemeisterei
- Michael Philipp – Philipp, Sommerhausen
- Stefan Rottner – Rottner, Nürnberg
- Harald Rüssel – Landhaus St. Urban[1]
- Manfred Schwarz – schwarz, Heidelberg
- Christian Graf von Walderdorff – Rosenpalais, Regensburg
- Markus Baumgartner – Johannesstube
- Tillmann Hahn - Friedrich Franz, Heiligendamm